# Ayumu Tachibana
Ayumu Tachibana (født 4. november 1995) er en japansk fodboldspiller, som spiller for den japanske fodboldklub Yokohama FC.